# Управа за пољопривредно земљиште
Управа за пољопривредно земљиште је је орган управе у саставу Министарства пољопривреде, шумарства и водопривреде. Основана је у складу са Законом о пољопривредном земљишту. Управом руководи директор, а тренутни вршилац дужности директора је Синиша Адамовић.

## Надлежности
Управа за пољопривредно земљиште се оснива ради обављања стручних послова у области заштите, уређења и коришћења пољопривредног земљишта и управљања пољопривредним земљиштем у државној својини. Управа за пољопривредно земљиште обавља следеће послове:
- управља пољопривредним земљиштем у државној својини
- успоставља и води информациони систем о пољопривредном земљишту Републике Србије
- расподељује средства за извођење радова и прати реализацију годишњег програма заштите, уређења и коришћења пољопривредног земљишта за Републику Србију
- остварује међународну сарадњу у области заштите, уређења и коришћења пољопривредног земљишта
- прати израду Пољопривредне основе Републике и њено остваривање
- обавља и друге послове из области планирања, заштите, уређења и коришћења пољопривредног земљишта